# Tchimid Balzanov
 (septembre 2016).
Tchimid Balzanov (en russe : Чимид Балзанов) est un moine bouddhiste d'origine kalmouk.

## Biographie
Tchimid Balzanov est élu chef religieux des Kalmouks par les dirigeants de la communauté kalmouk lors d'un congrès en Kalmoukie, qui se réunit après la révolution de février, entre le 25 mars et le 23-25 juillet 1917.